# Benāv Cheleh
Benāv Cheleh (persiska: بِناوچِلِه, بِنوچِلِه, بناو چله) är en ort i Iran.   Den ligger i provinsen Kurdistan, i den nordvästra delen av landet, 500 km väster om huvudstaden Teheran. Benāv Cheleh ligger 1 381 meter över havet och antalet invånare är 200.
Terrängen runt Benāv Cheleh är kuperad. Runt Benāv Cheleh är det ganska tätbefolkat, med 60 invånare per kvadratkilometer. Närmaste större samhälle är Marivan, 11,0 km söder om Benāv Cheleh. Trakten runt Benāv Cheleh består i huvudsak av gräsmarker.